# メゲース
メゲース（古希: Μέγης, Megēs）は、ギリシア神話の人物である。長母音を省略してメゲスとも表記される。ドゥーリキオンの王ピューレウスとテュンダレオースの娘ティーマンドラー、あるいはオデュッセウスの妹クティメネー、あるいはエウステュオケーとの子で、エウリュダメイアと兄弟。一説にディオーレースと兄弟。
ヘレネーの求婚者の1人で、トロイア戦争におけるギリシア軍の武将の1人として、ドゥーリキオンおよびエキーナデス群島の軍勢40隻を率いて出征した。

## 神話
メゲースは『イーリアス』初日の戦いでアンテーノールの子ペーダイオスを倒した。トロイア軍がギリシア軍の防壁を破って陣内に侵入し、大混戦になると、部下のアムピーオーンおよびドラキオスとともにドゥーリキオン勢を率いて、メネステウス、メドーン、ポダルケースらとともに最大の激戦区で戦った。プーリュダマースに部下のオートスを殺されたときは、アポローンがプーリュダマースを守護していたために仇をとることはできなかったが、代わりに槍でクロイモスを討ち取った。メゲースがクロイモスの防具を剥ぎ取ろうとすると、ラムポスの子ドロプスの攻撃を受けた。ドロプスの槍の一突きはメゲースの身体を捉えたが、父ピューレウスがエピュラー王エウプテスからもらった胸当てが防いだ。メゲースは反撃してドロプスの兜の鮮やかに染められた馬毛の飾り房を断ち、地面に散らした。なおも踏みとどまって戦おうとするドロプスを、助けに来たメネラーオスが討った。またアムピクロスを討った。
アキレウスの捕虜ブリーセーイスの引き渡しの際にはメゲースも同行し、その後もイーテュモネウス、ヒッパソスの子アゲラーオスを討ち取った。
戦後はカペーレウス沖を航海中に難破し、プロトオスらとともに溺死した。あるいは無事に帰国を果たしたとも、負傷して帰国の途上で死亡したとも言われる。